# استئصال المثانة والبروستاتة
استئصال المثانة والبروستاتة أو القطع المثاني البروستاتي (بالإنجليزية: Cystoprostatectomy) هو إجراء جراحي تتم فيه إزالة المثانة البولية والغدة البروستاتية. الإجراء يجمع بين استئصال المثانة واستئصال البروستاتا.